# Andrew Denton
Andrew Christopher Denton es un presentador de televisión, comediante y productor australiano. Fue el presentador del programa de entrevistas australiano de la Australian Broadcasting Corporation Enough Rope y del programa de entretenimiento Randling, también de la ABC. Es popular por su estilo cómico al momento de entrevistar. Ha producido más de diez programas para la televisión australiana.

## Producciones
- CNNNN (2002–2003)
- David Tench Tonight (2006)
- Enough Rope (2003–2008)
- The Gruen Transfer (2008 – presente)
- Elders (2008–2009)
- 30 Seconds (2009)
- Hungry Beast (2009–2011)
- The Gruen Transfer (2010)
- The Tunnel (2011)
- Australian Federal Police (2011)
- The Joy of Sets (2011)
- Randling (2012)